# Frauenbeteiligungsindex
Der Frauenbeteiligungsindex – englisch Gender Empowerment Measure, kurz GEM – war ein sozialer Indikator zur Gleichstellung der Geschlechter in Wirtschaft und Politik der Länder der Welt, der von 1995 bis 2013 vom Entwicklungsprogramm der Vereinten Nationen (UNDP) in seinem jährlichen Bericht über die menschliche Entwicklung veröffentlicht wurde. Der GEM konnte Werte zwischen 0,001 und 1,000 annehmen. Er wurde im Berichtsjahr 2014 abgelöst durch eine neue Form des GDI (Gender Development Index ‚Index der geschlechtsspezifischen Entwicklung‘).
Anders als der GDI bemaß der Frauenbeteiligungsindex die politische und ökonomische Partizipation und Machtgleichstellung von Frauen. Dazu wurden die folgenden Faktoren berücksichtigt:
1. Sitze von Frauen und Männern im Parlament
2. Posten von Frauen und Männern als Abgeordnete, Beamte und Manager
3. Frauen und Männer als Fachkräfte
4. Verhältnis des Einkommens von Mann und Frau

Im Jahr 2000 schloss das UN-Entwicklungsprogramm aus den Indexwerten verschiedener Länder, dass ein hohes Einkommen keine notwendige Voraussetzung für mehr Chancengleichheit ist, da beispielsweise die Bahamas mit 0,633 vor Japan mit 0,490 lagen.
2009 listete der UNDP-Bericht den Frauenbeteiligungsindex zum Jahr 2008 für 109 Länder – zu 85 weiteren lagen keine ausreichenden Daten vor. Schweden lag mit 0,909 auf Rang 1, dahinter der Vorjahres-Erste Norwegen mit 0,906 und Finnland mit 0,902. Deutschland lag mit 0,852 auf Rang 9. An letzter Stelle stand wie zuvor der Jemen mit 0,135.
Im Bericht über die menschliche Entwicklung 2014 wird der Frauenbeteiligungsindex nicht weiter verfolgt, stattdessen zwei andere Indexe zur Gleichstellung der Geschlechter:
- GDI: Gender Development Index, das Verhältnis der Messung der menschlichen Entwicklung (HDI) getrennt für Frauen und Männer.
- GII: Gender Inequality Index, eine Kombination verschiedener Aspekte wie reproduktive Gesundheit von Frauen, Frauenanteil im Parlament (dies war eine Komponente des Frauenbeteiligungsindexes), sowie Schulbildung und Erwerbsbeteiligung im Geschlechtervergleich.[7]